# Amaro Ramazzotti

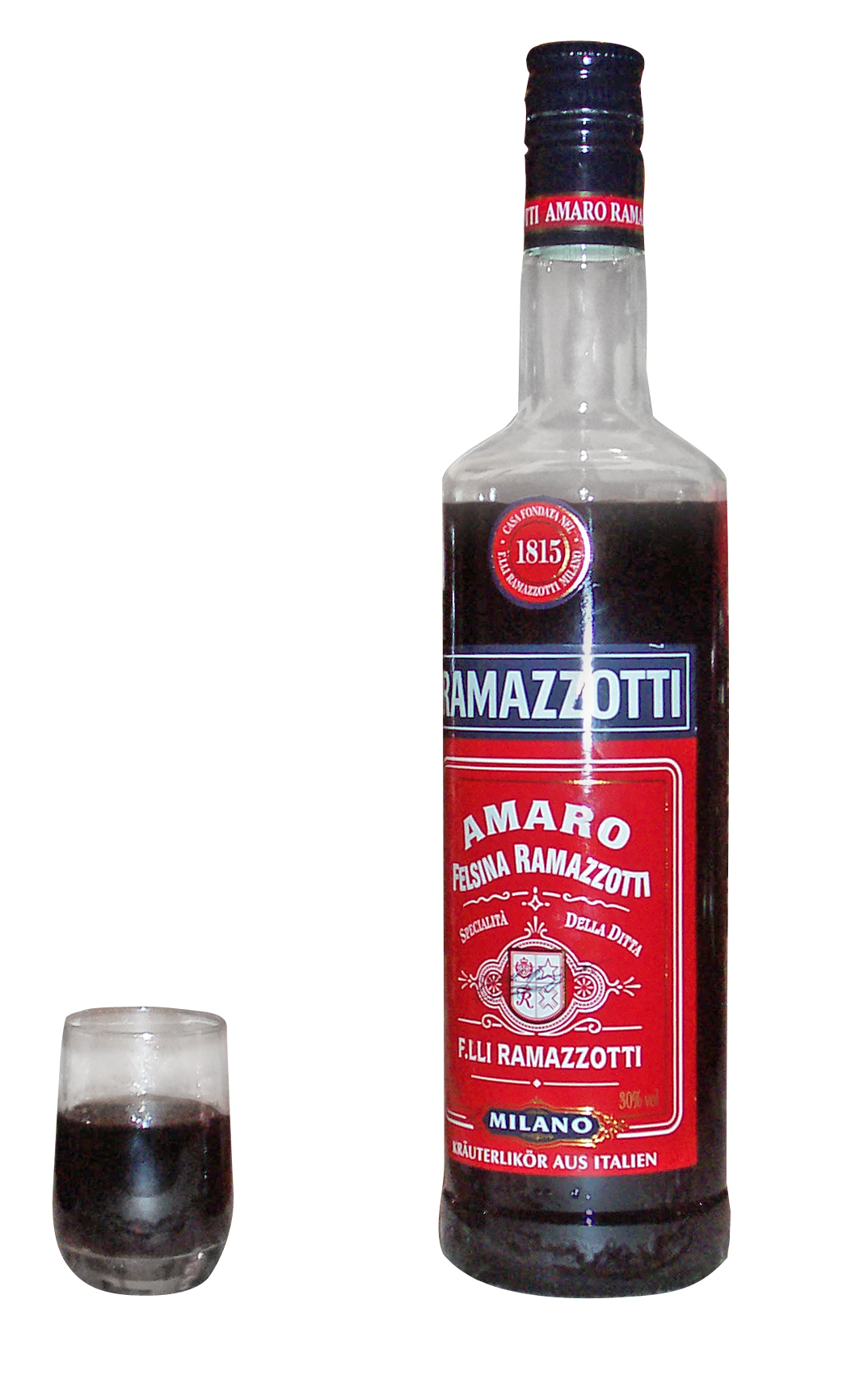
Bouteille de Ramazzotti

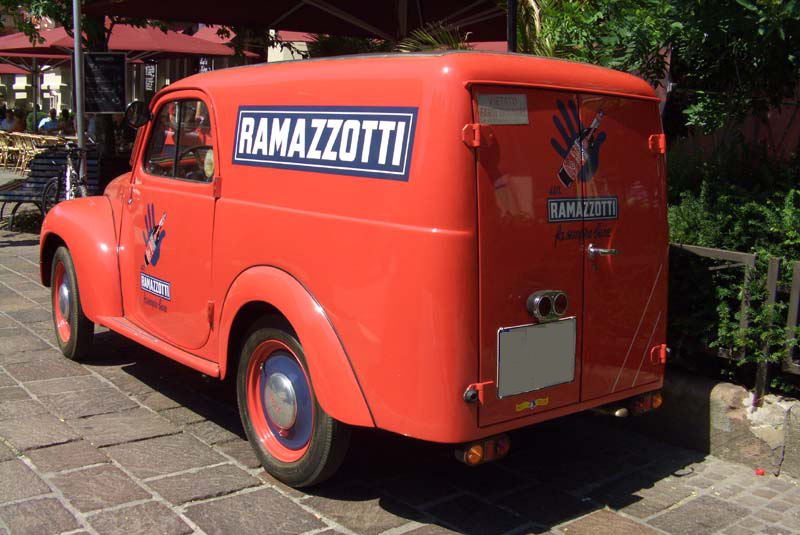
Fiat Topolino aux couleurs de la Ramazzotti.

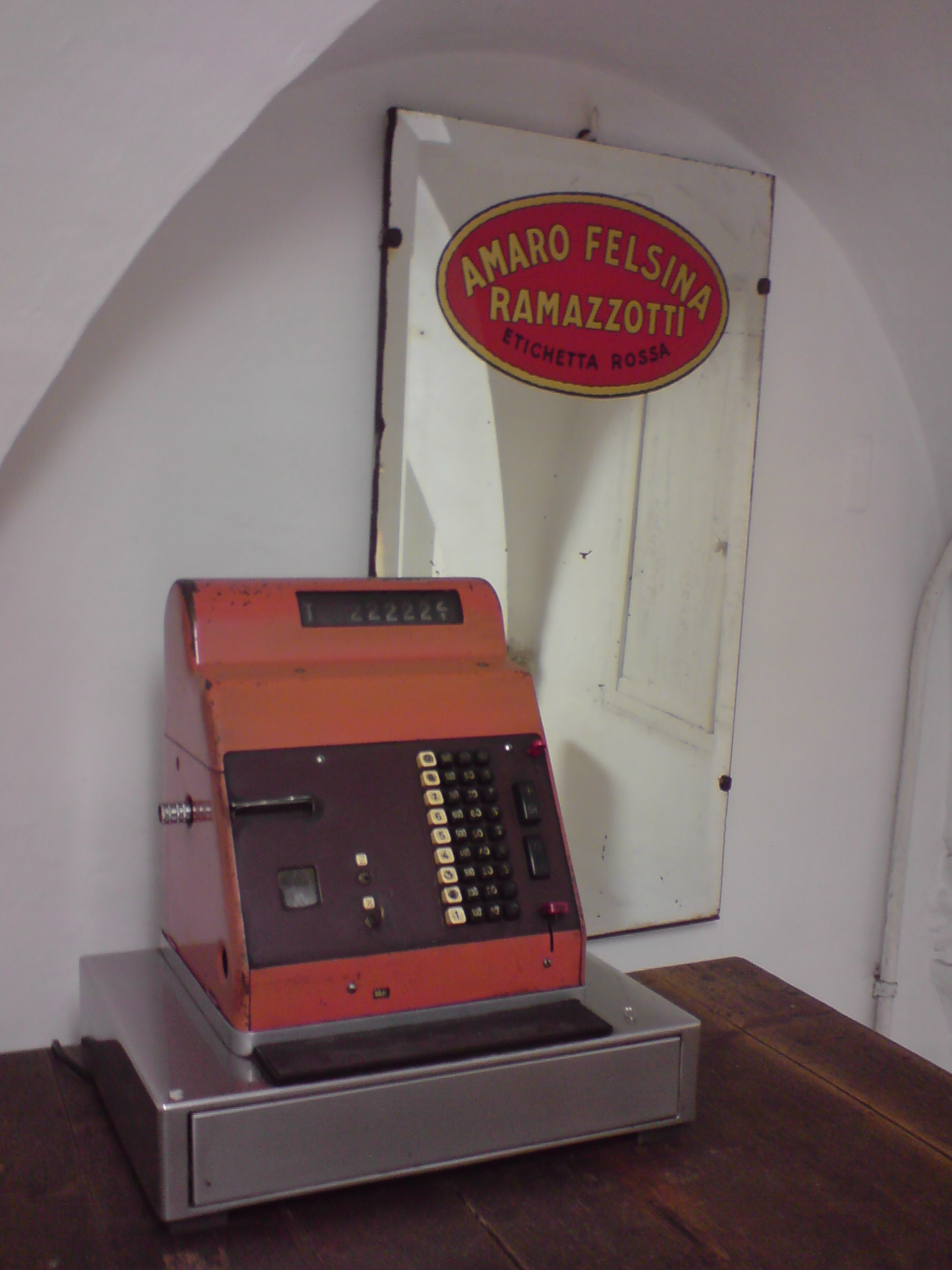
Caisse enregistreuse et publicité vintage.

Pour les articles homonymes, voir Ramazzotti.
L'Amaro Ramazzotti est un amer italien appartenant aujourd'hui au groupe Pernod Ricard.

## Histoire
L'amaro Ramazzotti fut créé en 1815 à Milan par le pharmacien Ausano Ramazzotti, et revendique ainsi le titre de plus vieil amer italien.

## Caractéristiques
Cet amer est produit de la macération de 33 herbes et racines.
Il comporte notamment des écorces d'oranges, de la cardamome, de la myrrhe, du galanga, de la cannelle.
Il titre 30 % en version classique et 32 % dans sa variante à la menthe « Ramazzotti Menta ».
Il se boit en digestif, sec ou avec de la glace, mais aussi en apéritif, avec de l'eau gazeuse et une tranche de citron.

## À noter
Le slogan de la campagne publicitaire de l'amaro Ramazzotti « Milano da bere » (Milan à boire) de 1985 est devenu une expression du langage courant en Italie désignant la classe sociale aisée et à la mode de Milan dans les années 1980 représentée dans le spot publicitaire.